# Пекарь императора — Император пекарей
«Пекарь императора — Император пекарей» (чеш. Císařův pekař – Pekařův císař) — чехословацкий комедийный художественный фильм-сказка 1951 года, созданный режиссёром Мартином Фричем на предприятии «Чехословацкое государственное кино».

## Сюжет
События фильма происходят в эпоху Возрождения. Император Священной Римской империи Рудольф II, меценат, привлекающий в Прагу многих деятелей искусства и учёных, в том числе и алхимиков из разных стран, одержим идеей найти Голема, мифологического глиняного гиганта, которого можно оживить при помощи магии. Рудольф II надеется, что Голем поможет ему вернуть молодость и стать хозяином мира.
А в это время его придворные обдумывают, как найти способ сместить его с престола. Однако планам их может помешать одно обстоятельство — императорский пекарь, заключённый в темницу за разбазаривание королевских рогаликов, удивительно похож на Рудольфа II. Пекарь Матей, отличающийся здравомыслием, справедливым и добрым характером, брошен в тюрьму, пытается бежать и в итоге укрощает оживлённого Голема и использует его силу, чтобы печь хлеб для бедных.

## В ролях

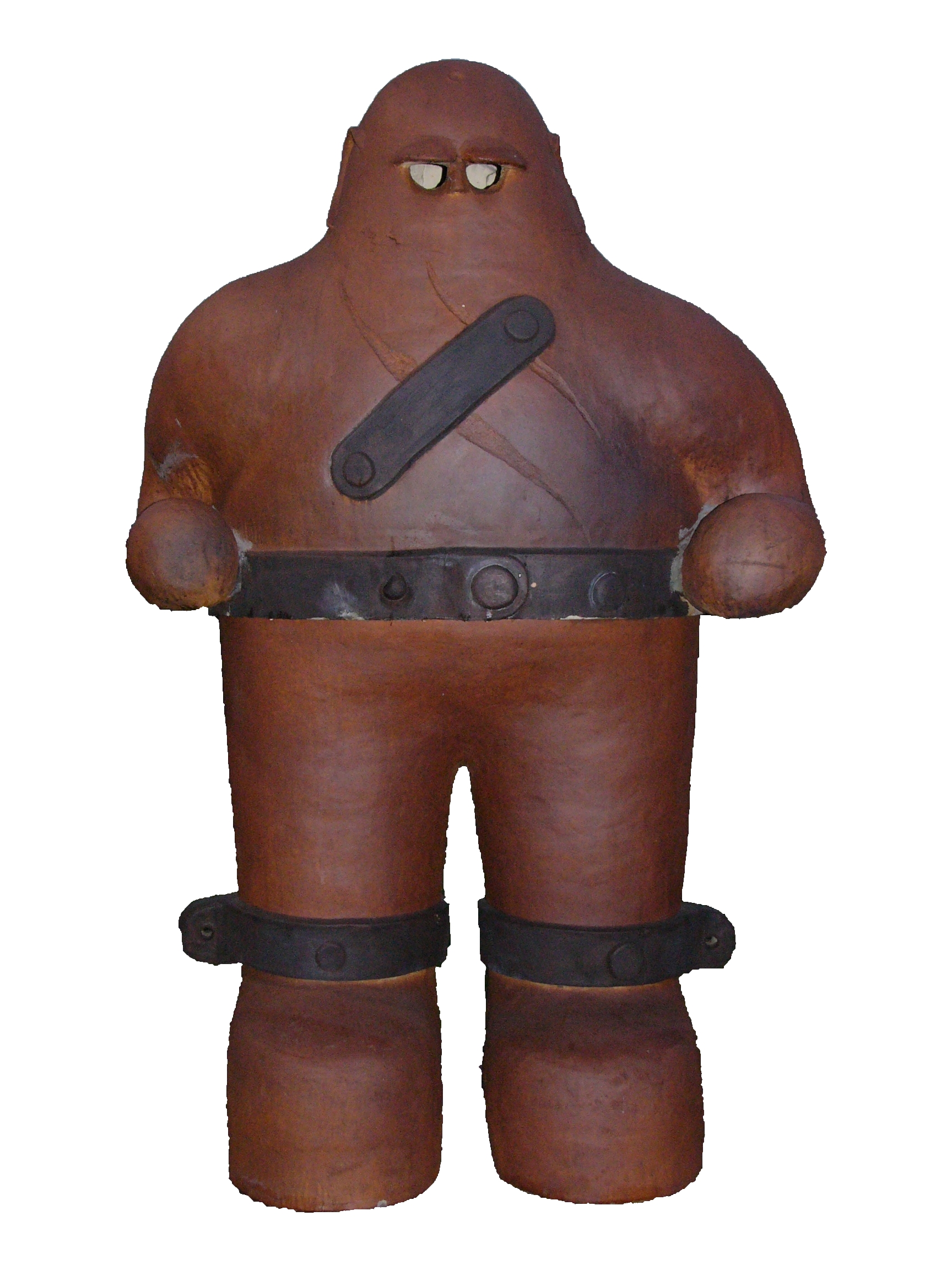
Макет Голема из фильма

- Ян Верих — император Рудольф II / пекарь Матей (на рус. яз. дублировал Осип Абдулов[2])
- Мария Вашова — Графиня Страдова, любовница императора
- Наташа Голлова — Катерина («Сираэль»)
- Богуслав Загорский — Ланг, камергер
- Иржи Плахый — Эдвард Келли, английский медиум, мистик и алхимик
- Зденек Штепанек — Герман Руссворм, маршал имперской армии, тайный советник, насильник и убийца
- Франтишек Филиповский — придворный астролог
- Франтишек Черны — Скотта
- Вацлав Трегль — слуга императора
- Владимир Лераус — венгерский посол
- Владимир Ржепа — владелец пекарни
- Милош Недбал — придворный лекарь
- Богуш Градил — Тихо Браге, датский астроном, астролог и алхимик
- Милош Копецкий — алхимик
- Любомир Липский — алхимик
- Йозеф Кемр — алхимик
- Ян Станислав Колар — алхимик
- Теодор Пиштек — бургомистр
- Богумил Безоушка — Ханс фон Аахен, художник
- Йозеф Глиномаз — подмастерье
- Феликс ле Бре — эпизод

## Производство
Фильм был давней мечтой Яна Вериха. Идея принадлежала его другу и партнёру по сценическому дуэту Иржи Восковцу. В 1931 году Верих и Восковец поставили в пражском Освобождённом театре спектакль «Голем», в котором действовали персонажи, перешедшие впоследствии в фильм — император Рудольф II, его камергер Филипп Ланг, хитрый алхимик Иероним Скотта, «искусственная» женщина Сираэль и Голем. Премьера состоялась 4 ноября 1931 года. Успех спектакля превзошёл все ожидания: повторно он игрался 186 раз. Рудольфа II играл Милош Недбал, Сираэль — Гана Витова, камергера Ланга — Богуслав Загорский.
Затем Верих и Восковец написали сценарий фильма «Голем» и предложили его французскому режиссёру Жюльену Дювивье. Однако тот не оценил юмора чешских авторов и переписал сценарий, сняв по нему фильм ужасов. Верих и Восковец отказались от участия в этом проекте, предпочтя ему работу над фильмом «Мир принадлежит нам».
Ян Верих вернулся к старому замыслу в 1949 году, уже после эмиграции Иржи Восковца в США. Новый сценарий фильма о Големе он написал совместно с Иржи Брдечкой, а в качестве режиссёра пригласил Иржи Крейчика. Крейчик начал подготовку к съёмкам со всей тщательностью. В качестве художника по костюмам и декоратора он пригласил Иржи Трнку. Материалы для костюмов изготовлялись на заказ на текстильной фабрике в Варнсдорфе, ряд предметов искусства был позаимствован из музеев и галерей, актёры были отобраны самым тщательным образом. Но сразу после старта съёмок начались разногласия между Иржи Крейчиком и Яном Верихом, игравшим в фильме сразу две роли — императора Рудольфа II и пекаря Матея, и съёмки были остановлены. В итоге Верих добился отстранения Крейчика от съёмок. Новым режиссёром стал Мартин Фрич. После этого были произведены перемены в составе актёров и съёмочной группы. В версии Иржи Крейчика Эдварда Келли играл Карел Хёгер, Катерину — Ирена Качиркова, Скотту — Саша Рашилов, маршала Руссворма — Ян Пивец. Мартин Фрич заменил их на Иржи Плахого, Наташу Голлову, Франтишека Чёрного и Зденека Штепанека, соответственно.
На роль графини Страдовой, которую первоначально играла Люба Германова, была приглашена Мария Вашова, ведущая трагическая актриса Национального театра, и эта роль стала одной из немногих чисто комедийных в её карьере.
Оператором вместо Рудольфа Стагла стал Ян Сталлих, работавший с Жюльеном Дювивье на съёмках его версии «Голема». Значительно уменьшилась роль придворных дам в сюжете. В роли одной из них снялась 22-летняя Вера Хитилова, ставшая впоследствии кинорежиссёром и сценаристом.
В «Пекаре императора» Голем впервые появился в виде глиняной фигуры. До этого, как правило, его играли актёры в костюмах. Автором фигуры Голема был скульптор Ярослав Горейц.
После съёмок фигура Голема была помещена на хранение на склад киностудии Баррандов.
Бюджет фильм составил 27 млн крон; замена режиссёра и пересъёмка некоторых сцен обошлись ещё примерно в 10 млн крон.
Помимо чешской двухсерийной версии фильма была смонтирована экспортная односерийная версия, из которой было вырезано большинство идеологизированных фрагментов, в частности, песня «Ten dělá to a ten zas tohle». Расчёт на экспорт был основной причиной, по которой фильм снимался в цвете.

## Прокат
Премьера «Пекаря императора» в чехословацких кинотеатрах состоялась 4 января 1952 года. В дальнейшем фильм вышел в прокат во многих странах — ГДР, Швеции, США, Финляндии, Франции, Бельгии, Аргентине. В американском прокате фильм шёл с 8 января 1955 года под названием «Император и Голем».
Автор идеи фильма Иржи Восковец не был упомянут в титрах. Узнав об этом, он сказал: «Я рад, что не видел этого фильма. Думаю, мне бы сделалось дурно».
Несмотря на присутствие в фильме элементов коммунистической пропаганды, он не понравился министру культуры Зденеку Неедлы, и Мартин Фрич в течение двух лет был лишён возможности снимать.